# 黑星笛鯛
黑星笛鯛，又稱勒氏笛鯛，俗名加規、火點，又稱黑點魚，為輻鰭魚綱鱸形目鱸亞目笛鯛科的其中一個種。

## 分布
本魚分布於印度西太平洋區，包括東非、馬達加斯加、模里西斯、塞席爾群島、馬爾地夫、紅海、波斯灣、斯里蘭卡、印度、安達曼海、泰國、緬甸、馬來西亞、菲律賓、印尼、琉球群島、台灣、中國沿海、所羅門群島、馬里亞納群島、馬紹爾群島、諾魯、帛琉、密克羅尼西亞、斐濟群島、新喀里多尼亞、澳洲等海域。

## 深度
水深1至80公尺。

## 特徵
本魚幼魚體側有4條暗褐色縱帶，成魚則有6至7條黃色縱帶。成魚體色多半為銀白或帶淺黃，前額兩頰鱗片間距寬，體側上有一黑斑，略偏於側線上方。背鰭硬棘10枚，軟條14枚；臀鰭硬棘3枚，軟條8枚。側線鱗片數48至53枚。體長可達50公分。

## 生態
本魚幼魚喜棲息較淺水域，成魚多半生活於低潮線以下，體型越大棲息越深。多獨游。屬肉食性，以魚類、甲殼類為食。

## 經濟利用
屬中等食用魚，具高經濟價值，可做成生魚片或煮薑絲清湯，很貴，一隻要價2400。